# Odontoglossum
Odontoglossum é um género botânico pertencente à família das orquídeas (Orchidaceae).